# Antonivka, Varva
Antonivka (în ucraineană Антонівка) este o comună în raionul Varva, regiunea Cernihiv, Ucraina, formată numai din satul de reședință.

## Demografie
Componența lingvistică a comunei Antonivka
     Ucraineană (97,39%)
     Rusă (2,48%)
     Alte limbi (0,13%)
Conform recensământului din 2001, majoritatea populației comunei Antonivka era vorbitoare de ucraineană (97,39%), existând în minoritate și vorbitori de rusă (2,48%).